# Fase de Classificació de la Copa del Món de Rugbi 1999-Oceania
La zona oceànica tenia per a la Copa del Món de Rugbi de 1999 tres places disponibles a sumar a la de Nova Zelanda ja classificada.

## Fase 1
| Equip             | Jugats | Guanyats | Empatats | Perduts | +/-    | Punts |
| ----------------- | ------ | -------- | -------- | ------- | ------ | ----- |
| Illes Cook        | 2      | 2        | 0        | 0       | 62–19  | 6     |
| Papua Nova Guinea | 2      | 1        | 0        | 1       | 111–28 | 4     |
| Tahití            | 2      | 0        | 0        | 2       | 6–132  | 2     |

| Data                   | Equip #1          | Resultat | Equip #2          | Seu                             |
| ---------------------- | ----------------- | -------- | ----------------- | ------------------------------- |
| 22 de novembre de 1996 | Illes Cook        | 22–19    | Papua Nova Guinea | Rarotonga, Illes Cook           |
| 8 de febrer de 1997    | Papua Nova Guinea | 92–6     | Tahití            | Port Moresby, Papua Nova Guinea |
| 20 de febrer de 1997   | Tahití            | 0–40     | Illes Cook        | Papeete, Polinèsia francesa     |

- Les Illes Cook accedeixen a la següent fase.

## Fase 2
| Equip      | Jugats | Guanyats | Empatats | Perduts | +/-    | Punts |
| ---------- | ------ | -------- | -------- | ------- | ------ | ----- |
| Fiji       | 2      | 2        | 0        | 0       | 73–17  | 6     |
| Tonga      | 2      | 1        | 0        | 1       | 78–32  | 4     |
| Illes Cook | 2      | 0        | 0        | 2       | 19–121 | 2     |

| Data                | Equip 1    | Resultat | Equip #2   | Seu                   |
| ------------------- | ---------- | -------- | ---------- | --------------------- |
| 21 de juny de 1997  | Fiji       | 20–10    | Tonga      | Suva, Fiji            |
| 27 de juny de 1997  | Illes Cook | 7–53     | Fiji       | Rarotonga, Illes Cook |
| 5 de juliol de 1997 | Tonga      | 68–12    | Illes Cook | Nukuʻalofa, Tonga     |

- Tonga accedeix a la següent fase.

## Fase 3
| Equip     | Jugats | Guanyats | Empatats | Perduts | +/-    | Punts |
| --------- | ------ | -------- | -------- | ------- | ------ | ----- |
| Austràlia | 3      | 3        | 0        | 0       | 165–33 | 9     |
| Fiji      | 3      | 2        | 0        | 1       | 78–99  | 7     |
| Samoa     | 3      | 1        | 0        | 2       | 59–71  | 5     |
| Tonga     | 3      | 0        | 0        | 3       | 35–134 | 3     |

| Data                   | Equip #1         | Resultat | Equip #2         | Seu                 |
| ---------------------- | ---------------- | -------- | ---------------- | ------------------- |
| 18 de setembre de 1998 | Samoa Occidental | 28–20    | Tonga            | Sydney, Austràlia   |
| 18 de setembre de 1998 | Austràlia        | 66–20    | Fiji             | Sydney, Austràlia   |
| 22 de setembre de 1998 | Fiji             | 26–18    | Samoa Occidental | Canberra, Austràlia |
| 22 de setembre de 1998 | Austràlia        | 74–0     | Tonga            | Canberra, Austràlia |
| 26 de setembre de 1998 | Austràlia        | 25–13    | Samoa Occidental | Brisbane, Austràlia |
| 26 de setembre de 1998 | Fiji             | 32–15    | Tonga            | Brisbane, Austràlia |

Austràlia, Fiji, i Samoa Occidental accedeixen a la RWC 1999, i Tonga es classifica per la repesca.